# ボガツイリ (防護巡洋艦)
ボガツイリ（Богатырь）はロシア帝国海軍の防護巡洋艦。ボガツイリ級。
ドイツのヴルカン社で建造。1901年1月30日（グレゴリオ暦、以下同じ）進水。1902年竣工。
日露戦争勃発時はウラジオストク巡洋艦隊に属していた。1904年2月9日に開戦すると、同日中に装甲巡洋艦「ロシア」、「グロモボイ」、「リューリク」、防護巡洋艦「ボガツイリ」はウラジオストクから出撃し、11日に青森県の艫作崎付近で商船「奈古浦丸」を撃沈、「全勝丸」を損傷させて2月14日にウラジオストクに帰投した。
4月23日、「ロシア」、「グロモボイ」、「リューリク」、「ボガツイリ」と水雷艇2隻はウラジオストクから出撃したが、「リューリク」は速度が遅いため帰投させられた。残りは元山へ向かい、25日に水雷艇が元山港内で「五洋丸」を撃沈。次いで同日、「萩ノ浦丸」または「荻の浦丸」を沈めた。26日、艦隊は日本の海軍運送船「金州丸」を沈めた。4月29日、ウラジオストクに帰投。
5月15日、カールル・イェッセン提督が乗り、濃霧の中偵察に出た際に「ボガツイリ」は座礁した。または16日にポシェト湾の防備および機雷の配置確認に向かった際に濃霧中の高速航行が原因で座礁した。
「ボガツイリ」は6月15日に離礁しが、労働力や資材の不足により修理は進まず終戦となった。
第一次世界大戦中、兵装は55口径5.1インチ砲16門に換装され、また11ポンド対空砲4門が追加されたほか、機雷100個搭載可能となった。
1915年7月2日、ゴットランド島沖海戦に参加。
「ボガツイリ」は1922年に解体された。